# ユアタイム クイック
『ユアタイム クイック・あすの天気』（ユアタイムクイック・あすのてんき）は、フジテレビ系列で2016年（平成28年）10月3日から2017年（平成29年）10月1日まで月曜日 - 木曜日・土曜日・日曜日の20:54 - 21:00、金曜日の21:49 - 21:55（JST）に生放送されたスポットニュース番組である。同局にて平日深夜に放送されていた『ユアタイム』（月曜 - 木曜23:30 - 翌0:25、金曜23:58 - 翌0:55：テレビ大分・テレビ宮崎を除く）がベースである。

## 概要
2016年4月にフジテレビ系列深夜ニュース枠で放送されていた『あしたのニュース』が終了し、その後継番組として『ユアタイム』がスタートした。『ユアタイム』開始時点では『あしたのニュース』の姉妹番組であった『こんやのニュース』は変更されること無く継続されたが、半年後の同年10月2日をもって終了し、10月3日から『ユアタイム』の姉妹番組として当番組の放送が開始された。なお、一部のネット局では前番組同様に独自のタイトルに改題を行ったり、当番組をネットせずにローカルニュースを放送していた局があり、中には前番組の『こんやのニュース』のタイトルに差し替えて放送していた局もあった（後述）。
エンディングに加え、オープニングの提供スペース部分においても、『FNNレインボー発・あすの天気』以来のお台場付近の夜景映像が復活していた。
フジテレビでは、これまでの番組同様、オープニングおよびエンディングに、スポンサー企業のキャッチフレーズ・社名のナレーション・ロゴCG、ある場合はサウンドロゴがCM代わりに流れており、一般的な形式のCMは放送されなかった。ただし、まれにスポンサーがない場合があり、この場合はテーマ曲とお天気カメラの映像のみが流れていた。
当番組ではその時間までの最新ニュースと、その日の『ユアタイム』の予告編を放送していた。『ユアタイム』の放送がなかった土曜日・日曜日についても当番組は放送されており、『ユアタイム』の番組予告は行わずに最新ニュースのみが放送された。
天気予報については『あしたの天気』から従来の『あすの天気』に戻された（これは『FNN NEWS Pick Up・あすの天気』以来）。『あすの天気』では、当日あるいは近日放送されるFNS系列のドラマやバラエティなどの番組や、フジテレビ関連の映画やイベントの映像をバックに、関東地方の天気予報を伝えていた。
2017年1月から金曜日のみ放送時間を繰り下げ、21:49 - 21:55に放送。
番組テーマカラーは   黄色と   黒色。
なお、『ユアタイム』本編は2017年9月29日をもって終了したが、当番組はその翌々日（10月1日）まで放送された（単体番組としては9月30日で終了）。また、最終放送日の10月1日は同日から開始した単発特別番組枠『ニチファミ!』（日曜日 19:00 - 21:54）の初回放送日（当日は『逮捕の瞬間!警察24時』）にあたり、同枠の初回放送に本番組の最終回が内包される形となった。なお、後番組としては翌10月2日より『THE NEWSα Pick』（月 - 木・土曜日 20:54 - 21:00、金曜日 21:49 - 21:55）を放送開始する。

## 放送休止・中断ニュース
ゴールデンタイム・プライムタイムに長時間特番が組まれる場合、放送休止になることがあった。通常放送のラテ欄は、「◇[N][天]」・「◇[字][N][天]」等という表記が多く、中断ニュースとして放送される際の長時間特番内包時には「中断[N]」という表記になる場合もあった。対象となる番組は、レギュラー番組の3時間以上の拡大版、『爆笑そっくりものまね紅白歌合戦スペシャル』、『ものまね王座決定戦』、『FNS歌謡祭』、『FNSうたの夏まつり』、『FNSうたの春まつり』、『FNS27時間テレビ』、『ENGEIグランドスラム』などの特別番組。

## キャスター
いずれも出演時点ではフジテレビアナウンサー。
| 2016.10.3 | 2017.10.01 | 竹内友佳1 | 松村未央 | 松村未央 |
| - 竹内は『ユアタイム』を兼務。 - 1 取材等で出演できない場合は野島卓が代行。 - 2 特別編成により椿原慶子が代行する事があった。その時は『Mr.サンデー』のスタジオから放送していた。 |            |           |          |          |

## 放送時間
- 2016年10月 - 12月：毎日 20:54 - 21:00
- 2017年1月 - 10月1日：月 - 木・土・日曜日 20:54 - 21:00、金曜日 21:49 - 21:55

## 系列局での放送状況
※表内の「ネット」とはニュース部分を放送（ネット）していたことを指す（○は原則全曜日ネット）。△は週末など定期的な曜日のみ、×は原則的にネットせずにローカルニュースを放送する系列局を指している。ただし、長時間特番時の中断ニュースや年末年始の特別編成時、重大ニュースなどの緊急時には臨時にネットされたり、逆にネット局でも緊急にローカルニュースを放送することもあった。
| 放送対象地域   | 放送局                    | 系列                                         | 番組名                                                            | ネット | 備考・脚注 |
| -------------- | ------------------------- | -------------------------------------------- | ----------------------------------------------------------------- | ------ | --- |
| 関東広域圏     | フジテレビ（CX）          | フジテレビ系列                               | ユアタイム クイック                                               | ○      | 【制作局】 |
| 北海道         | 北海道文化放送（uhb）     | フジテレビ系列                               | uhb NEWS                                                          | ×      | - |
| 岩手県         | 岩手めんこいテレビ（mit） | フジテレビ系列                               | ユアタイム クイック                                               | ○      | オープニングは、フジテレビからネットしていた。 |
| 宮城県         | 仙台放送（OX）            | フジテレビ系列                               | FNN仙台放送NEWS                                                   | △      | - |
| 秋田県         | 秋田テレビ（AKT）         | フジテレビ系列                               | AKTユアタイム クイック（月曜 - 土曜） ユアタイム クイック（日曜） | △      | - |
| 山形県         | さくらんぼテレビ（SAY）   | フジテレビ系列                               | さくらんぼテレビ ユアタイム クイック                              | ○      | EPG上は「ユアタイム クイック・あすの天気」となっていた。 オープニングムービーは番組名の右下に「さくらんぼテレビ」のロゴを追加し、提供クレジット画面はオープニングと同じ背景に黄色の座布団を乗せたものとなっていた。ただし、タイトルコールがなかった。                                                                                |
| 福島県         | 福島テレビ（FTV）         | フジテレビ系列                               | FTVユアタイム クイック                                            | △      | 週末は2017年3月からネットするようになった。 オープニングはローカルのオープニング後のCMで差し替え。 2017年3月までは『FTVこんやのニュース』として放送。 オープニングは「FTV」ロゴ入りで冒頭を少しカットしたものに差し替えていたが、テーマ曲はタイトルコール入りで、提供ベースは福島市内の映像。                                        |
| 新潟県         | 新潟総合テレビ（NST）     | フジテレビ系列                               | NSTこんやのニュース                                               | ×      | - |
| 長野県         | 長野放送（NBS）           | フジテレビ系列                               | NBSニュース&天気                                                  | △      | - |
| 静岡県         | テレビ静岡（SUT）         | フジテレビ系列                               | FNNテレビ静岡ニュース                                             | △      | - |
| 富山県         | 富山テレビ（BBT）         | フジテレビ系列                               | BBTニュースフラッシュ                                             | △      | - |
| 石川県         | 石川テレビ（ITC）         | フジテレビ系列                               | 石川さん こんやのニュース                                         | ×      | - |
| 福井県         | 福井テレビ（FTB）         | フジテレビ系列                               | 福井新聞ニュース（月曜 - 土曜） FNN福井テレビニュース（日曜）     | ×      | - |
| 中京広域圏     | 東海テレビ（THK）         | フジテレビ系列                               | FNN東海テレニュース                                               | ○      | - |
| 近畿広域圏     | 関西テレビ（KTV）         | フジテレビ系列                               | カンテレユアタイム クイック                                       | ○      | 原則『ユアタイム クイック』をネット。 オープニングは「カンテレ」ロゴ入りに差し替え。 長時間特番時の中断ニュースでもこのタイトルに差し替え。 緊急時はローカルニュースに差し替えの場合があった。 火曜日はまれに自社制作番組の拡大のため番組休止の場合があった。                                                                        |
| 島根県・鳥取県 | 山陰中央テレビ（TSK）     | フジテレビ系列                               | TSKユアタイム クイック                                            | △      | 2017年4月24日より月曜日廃止。 |
| 岡山県・香川県 | 岡山放送（OHK）           | フジテレビ系列                               | ユアタイム クイック                                               | ○      | オープニングは自社送出でタイトルコールがなく、提供クレジット画面は番組ロゴを消去した背景のみ。 ニュースの後に提供している会社のCMを放送してから、 自社制作の天気予報を行った。 提供会社表示だけでCMを作っていない会社の場合は、 ニュースの後に番宣CMを1個放送してから天気予報を行っていた。 天気予報終了後すぐに番組終了表示をした。 |
| 広島県         | テレビ新広島（TSS）       | フジテレビ系列                               | TSSユアタイム クイック                                            | ○      | - |
| 愛媛県         | テレビ愛媛（EBC）         | フジテレビ系列                               | ユアタイム クイック                                               | ○      | - |
| 高知県         | 高知さんさんテレビ（KSS） | フジテレビ系列                               | SUNSUNユアタイム クイック                                         | ○      | EPG上は「ユアタイム クイック・あすの天気」となっており、映像上も「SUNSUN」の冠はつかなかった。オープニングも、フジテレビからネットしていた。 |
| 福岡県         | テレビ西日本（TNC）       | フジテレビ系列                               | FNN TNC NEWS                                                      | ○      | 原則『ユアタイム クイック』をネット。 長時間特番時の中断ニュースでもこのタイトルに差し替えていた。 緊急時はローカルニュースに差し替えの場合があった。 ニュース終了後には天気予報を放送。 |
| 佐賀県         | サガテレビ（STS）         | フジテレビ系列                               | FNN SAGATVニュース                                                | ×      | - |
| 長崎県         | テレビ長崎（KTN）         | フジテレビ系列                               | KTNニュース                                                       | ×      | - |
| 熊本県         | テレビ熊本（TKU）         | フジテレビ系列                               | TKUニュース                                                       | △      | - |
| 大分県         | テレビ大分（TOS）         | 日本テレビ系列 フジテレビ系列                | TOSニュース                                                       | ×      | - |
| 宮崎県         | テレビ宮崎（UMK）         | フジテレビ系列 日本テレビ系列 テレビ朝日系列 | UMK NEWS                                                          | △      | 『ユアタイム』が未ネットであるため、同番組の告知は放送されなかった（代わりにテレビ宮崎の番組宣伝が流れる）。 長時間特番時の中断ニュースではタイトル差し替えは行わなかった。 ニュース終了後には天気予報を放送。 |
| 鹿児島県       | 鹿児島テレビ（KTS）       | フジテレビ系列                               | FNN KTSニュース                                                   | ○      | 原則『ユアタイム クイック』をネット。 長時間特番時の中断ニュースではタイトル差し替えは行わなかった。 |
| 沖縄県         | 沖縄テレビ（OTV）         | フジテレビ系列                               | FNN OTVニュース                                                   | ×      | |